# Kärna
Kärna est une localité de Suède située dans la commune de Kungälv du comté de Västra Götaland. Elle couvre une superficie de 0,45 km2. En 2010, elle compte 430 habitants.